# سلیم خلیف
سلیم خلیف (انگلیسی: Salim Khelifi؛ زادهٔ ۲۶ ژانویهٔ ۱۹۹۴) بازیکن فوتبال اهل سوئیس-تونس است.
از باشگاه‌هایی که در آن بازی کرده‌است می‌توان به باشگاه فوتبال آینتراخت برانشوایگ و باشگاه فوتبال لوزان-اسپورت اشاره کرد.
وی همچنین در تیم‌های ملی فوتبال زیر ۲۱ سال سوئیس و تونس بازی کرده‌است.